# Agnes Ponizil
Agnes Ponizil (* 1969 in Dresden) ist eine Komponistin, Stimm-Performerin und Jazzsängerin.
Agnes Ponizil ist diplomierte Komponistin und Musikpädagogin. Sie studierte in Dresden und Wien Komposition, Jazzgesang und Musiktheaterregie. Ihre Lieder sind inspiriert von Free-Jazz, Neuer Musik und Worldmusic, jedoch ganz eigenständig. Zu ihrem Œuvre als Komponistin gehören unter anderem Kammermusikwerke, Filmmusiken, zwei Opern und Crossover-Projekte. Konzerte führten sie in verschiedene Länder Europas und Südamerikas.
Als Improvisationsmusikerin arbeitete sie unter anderem mit Günter Heinz und war mit dem „Duo fatale“ und Gunda Gottschalk auf Tournee.

## Werke (Auswahl)
- Dedesnn nn rrr Aktuelles Musiktheater, 1996, mit der Station House Opera London
- Genreübergreifende Projekte mit Tanz „Les improvisation plurielles“ Montpellier, 1997
- Konzerte improvisierter Musik mit Quintett „Improfon“ zu Festivals in Bern, Basel, Berlin, 1996/97
- Atahualpa – Oper vom Ende des Inkareiches, 1999, Dresdner Zentrum für zeitgenössische Musik (DZzM) Dresden
- EurOper, 2004, für den Sächsischen Musikrat (Leipzig, Chemnitz, Dresden)
- neuekunstlieder mit Texten deutscher Autoren (u. a. Undine Materni), 2008, Konzertreihe „Vertonung bildender Kunst“ Galerie Mitte Dresden
- Kinderoper Hänsel und Gretel auf Weltreise, 2008
- Konzertreihe Vertonung bildender Kunst, 2008, Galerie Mitte Dresden
- Mundlaut & Leisemaul, Konzerte mit Vokalperfomer Jaap Blonk (NL), 2009
- Kurzoper Quartett, (Heiner Müller) Ponizil / Jan F. Kurth / Annette Jahns (Regie), 2009, Biennale Venedig
- Vokal Experimental, Konzerte und Workshops mit A. Ponizil und Jan F. Kurth
- Parfüm: eine Geschichte über die Zeit, ein Film von Claudia Reh mit Agnes Ponizil und Jan F. Kurth, Dresden 2010[1]
- Brunnenoper, GbR mit Annette Jahns (Regie) und Vokal experimental, 2010
- Kinderoper Das Singende Kamel, 2010/11
- Heinrich von Kleist spielt Michael Kohlhaas Heiner Müller-Vertonung, 2011, mit Ponizil/Kurth/Jahns
- Alesius – eine Spurensuche, Kammeroper zum Reformationsjubiläum, 2017, Regie: AC Winkler
- Horizont L. für EWI, 201,8 HFM Leipzig / Dresden UA Elivaveta Birjukova
- Horizont H. – Hommage an Hölderlin für Klavier / Bariton
- Über die Würde des Menschen für Vokalensemble, 2018/19, Tonlagenfestival Hellerau
- neuekunstlieder 1 mit Texten von WEHerbst-Sileius, 2019
- ZB Musen & neuekunstlieder2 Simultangedicht  – Performance für 12 Spieler, 2019, zum Jubiläum 100 Jahre Bauhaus auf Initiative der Objektkünstlerin Else Gold
- Quasar für Akkordeonduo, 2020, im Auftrag des SMR für Jugend Musiziert (Danny Leuschner)